# تشرمهين
تشرمهين (بالفارسية: چرمهین) هي منطقة سكنية تقع في إيران في Bagh-e Bahadoran District. يقدر عدد سكانها بـ 12,292 نسمة .